# 10199 Chariklo
(10199) Chariklo is een grote planetoïde, behorend tot de zogenaamde Centaurs. (10199) Chariklo, ook wel aangeduid met zijn voorlopige naam 1997 CU26, bevindt zich in een baan om de zon tussen Saturnus en Uranus. Op 26 maart 2014 werd het opmerkelijke nieuws bekendgemaakt dat (10199) Chariklo twee ringen heeft.
(10199) Chariklo werd op 15 februari 1997 ontdekt door James V. Scotti van Spacewatch, in de sterrenwacht van Kitt Peak. De planetoïde is vernoemd naar Chariklo (Χαρικλώ), een nymf uit de Griekse mythologie. Zij was de vrouw van Cheiron en de dochter van Apollo.
De precieze rotatietijd van (10199) Chariklo blijft tot op heden onbekend. Studies uit 1998 en 2001 kwamen tot een lange rotatietijd van tussen de 24 en 31 uur en mogelijk nog langer.
Onderzoek met infrarode straling heeft uitgewezen dat er mogelijk ijs op (10199) Chariklo voorkomt. Volgens sommige onderzoekers kan de planetoïde tot de dwergplaneten gerekend worden.

## Grootte
(10199) Chariklo is de tot nu toe grootst bekende Centaur, met een geschatte diameter van 302 kilometer. 2060 Chiron is de op een na grootste, met een geschatte diameter van 230 kilometer. Alleen de Centaur 1995 SN55 is misschien groter, met een geschatte diameter van 160–280 kilometer.

## Baan

De baan van (10199) Chariklo (rode vierkant). De blauwe streep is Uranus; de gele cirkel is Saturnus

De Centaur-planetoïden vinden hun oorsprong in de Kuipergordel. Ze beschrijven een instabiele baan rond de zon, die uiteindelijk zal leiden tot verdwijning uit het Zonnestelsel, een botsing met een andere planeet of met de zon, of een evolutie in een kortstondige komeet.
De baan van (10199) Chariklo is stabieler dan die van andere Centaurs zoals Nessus en Pholus. (10199) Chariklo ligt binnen een afstand van 0,09 AE ten opzichte van de 4:3 baanresonantie van Uranus. Over ongeveer 30.000 jaar zal (10199) Chariklo regelmatig Uranus op een afstand van 3 AE naderen.
In 2003, toen de aarde tussen de zon en (10199) Chariklo in stond, had (10199) Chariklo een schijnbare magnitude van +17,7.

## Ringen

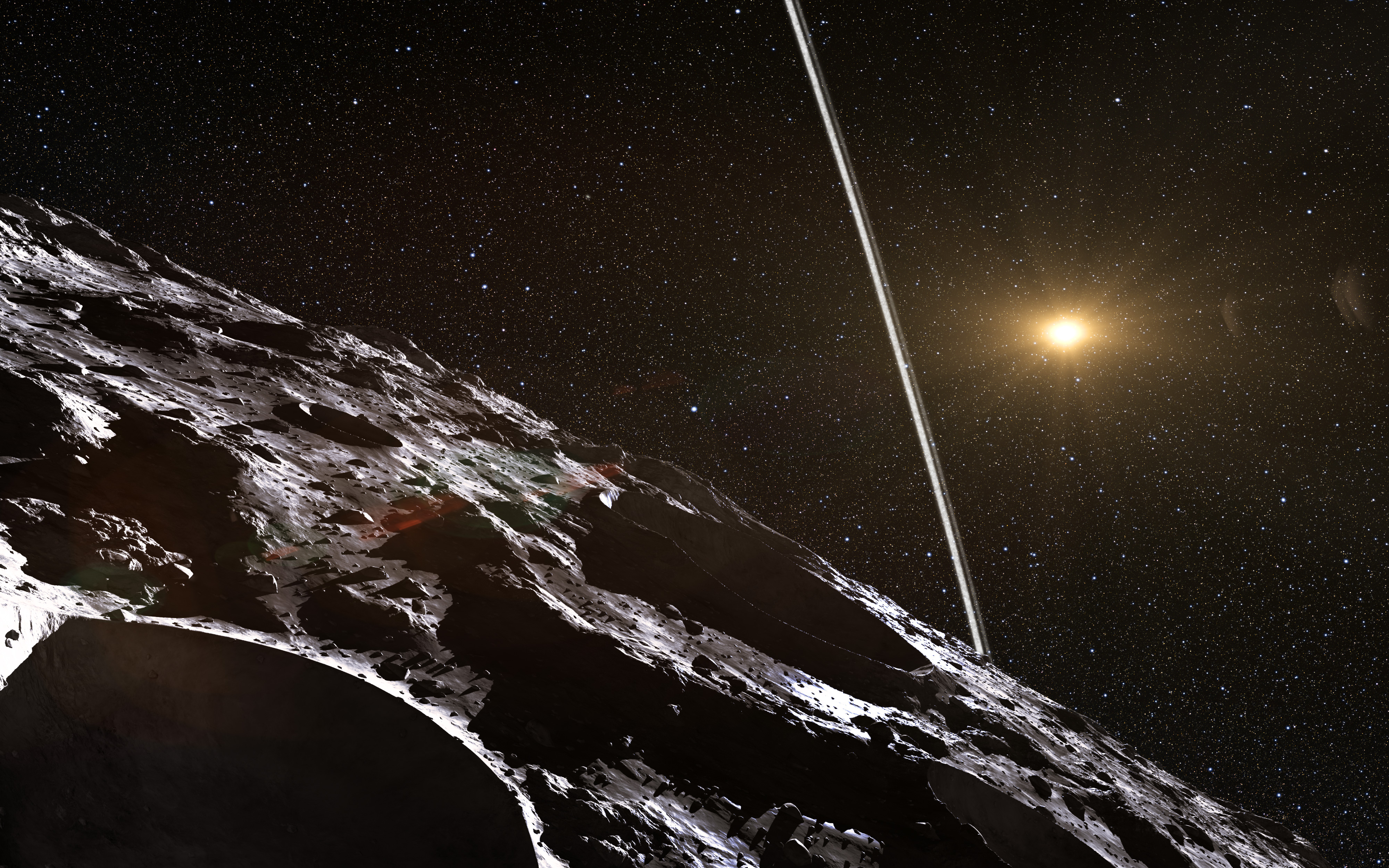
De twee ringen, gezien vanaf de planetoïde (kunstenaars-impressie)

Tijdens een occultatie op 3 juni 2013 - waarbij (10199) Chariklo voor de ster UCAC4 248-108672 heenschoof - keken astronomen vanaf verschillende locaties naar (10199) Chariklo en zagen naast de verduistering door de planetoïde nog twee kleinere verduisteringen, die alleen te verklaren waren door de aanwezigheid van een ring. Het nieuws werd op 26 maart 2014 bekendgemaakt. Het bleek te gaan om 'twee scherp begrensde ringen van slechts zeven en drie kilometer breed, die door een duidelijke leemte van negen kilometer van elkaar gescheiden zijn'. De ringen staan een afstand van respectievelijk 396 en 405 kilometer van (10199) Chariklo. De planetoïde is het kleinste en tot nog toe vijfde object in het zonnestelsel met een ring, na Saturnus, Jupiter, Neptunus en Uranus. In 2017 werd bekend dat Haumea ook een ring heeft. Beide ringen van (10199) Chariklo bevatten waarschijnlijk een substantiële hoeveelheid ijs.
De vondst van de ringen is opmerkelijk, aangezien tot voor kort werd gedacht dat alleen grote hemellichamen met een grote massa genoeg zwaartekracht hadden om hun ring vast te houden. Het blijft onduidelijk hoe het kan dat (10199) Chariklo hier wel in slaagt. Een van de hypotheses is dat de planetoïde een of meerdere kleine herdermanen heeft die de ringen vast houden in hun smalle gedaante. De ringen, bestaande uit puin en ijs, hebben zich waarschijnlijk gevormd na een botsing.
De binnenste, bredere ring heeft de voorlopige naam Oiapoque gekregen. De buitenste ring kreeg de voorlopige naam Chuí. De namen komen van twee rivieren in noordelijk respectievelijk zuidelijk Brazilië. De Internationale Astronomische Unie (IAU) zal later beslissen over de officiële namen.